# Karakterisztika
Az absztrakt algebrában a karakterisztika a gyűrűk (azok között is kiemelt fontossággal a testek) numerikus jellemzője. Definíciója azon az észrevételen alapul, hogy bizonyos gyűrűkben bármely elemet önmagával elég sokszor összeadva 0-t kapunk. A legkisebb olyan n pozitív egész számot, amelyre teljesül az, hogy egy adott gyűrű bármelyik elemét n-szer összeadva 0-t kapunk, a gyűrű karakterisztikájának nevezzük. Ha ilyen n szám nincsen, azt mondjuk, hogy a gyűrű karakterisztikája 0. Az {\displaystyle R} gyűrű karakterisztikájának szokásos jelölése {\displaystyle \operatorname {char} (R)}.

## Definíció

### Gyűrűkben
Legyen {\displaystyle R=(U,+,\cdot ,0)} egy gyűrű. Ekkor, amennyiben létezik olyan n ∈ ℕ+ pozitív egész szám, hogy bármely r ∈ R esetén 
{\displaystyle nr=\underbrace {r+r+\cdots +r} _{n{\text{ db}}}=0\in U},
akkor a legkisebb ilyen n pozitív egészet nevezzük az R gyűrű karakterisztikájának; ha pedig ilyen n pozitív egész nem létezik, akkor a gyűrű karakterisztikáját 0-nak definiáljuk. A karakterisztika jele {\displaystyle \operatorname {char} R} vagy {\displaystyle \operatorname {char} (R)} .
Formálisan tehát
{\displaystyle \operatorname {char} (R):=\min \left\{n\in \mathbb {N} ^{*}\mid \forall r\in R\colon nr=0\right\}},
ha létezik ez a minimum, különben {\displaystyle \operatorname {char} (R):=0}.
Szavakban elmondva: a legkisebb olyan pozitív egész szám az R gyűrű karakterisztikája, mellyel a gyűrű összes elemét többszörözve a nullelem adódik; ha pedig ilyen többszöröző nincs, akkor 0 a karakterisztika.

### Zérusosztómentes gyűrűkben
A fogalmat másként is definiálhatjuk. Nevezetesen, mondhatjuk a legkisebb olyan k ∈ ℕ+-t az R karakterisztikájának, melyhez van olyan a ∈ U \ {0} nemnulla elem, hogy ka = 0 (vagy pedig k = 0, ha nincs ilyen szám semmilyen nemnulla a-hoz).
A legutóbbi átfogalmazásra a következő tétel ad lehetőséget: ha egy R zérusosztómentes gyűrűben létezik olyan a ∈ R \ {0} elem és olyan n ∈ ℕ+ szám, amelyekre na = 0, akkor bármely r ∈ R-re nr = 0. Ha a feltétel teljesül, akkor a legkisebb ilyen n legyen az R karakterisztikája, különben pedig a 0.
Ugyanis ha a feltétel teljesül, akkor az {\displaystyle na=0} egyenlőséget jobbról szorozva tetszőleges r ∈ R elemmel: 
{\displaystyle 0=(na)r=\underbrace {\left(a+a+\cdots +a\right)} _{n{\text{ db}}}\cdot r=\underbrace {ar+ar+\cdots +ar} _{n{\text{ db}}}=a\cdot \underbrace {\left(r+r+\cdots +r\right)} _{n{\text{ db}}}=a(nr)},
ahol a minden gyűrűben érvényes 0r = 0 azonosságot, illetve a disztributivitási szabályokat használtuk ki. Tehát {\displaystyle a(nr)=0}, s mivel {\displaystyle a\neq 0} , ezért a zérusosztómentesség miatt {\displaystyle nr=0}.

### Testekben
Ha egy gyűrű test, akkor automatikusan egységelemes és zérusosztómentes is; a karakterisztikát ekkor az egységelem segítségével is szokták definiálni, mint a legkisebb pozitív egész számot, mellyel az egységelemet többszörözve a nullelemet kapjuk – ha pedig nem létezik ilyen egész, akkor 0 a test karakterisztikája.

## A karakterisztika zérusosztómentes gyűrűkben
Zérusosztómentes és legalább kételemű gyűrű (azaz nem nullgyűrű) karakterisztikája vagy prímszám, vagy 0. Legyen ugyanis k ∈ ℕ+ a karakterisztika, ekkor minden a ∈ R-re ka = 0. Megmutatjuk, hogy k ≠ 1 és csak triviálisan bontható fel két tényező szorzatára, ahonnan következik, hogy k prím. k = 1 esetén 1a = 0-ból az következne, hogy a gyűrű minden eleme a nullelem lenne, vagyis a gyűrű egyelemű, maga a nullgyűrű. Most tegyük fel, hogy k = uv, ahol u, v ∈ ℕ+, és legyen a ≠ 0 egy tetszőleges gyűrűelem. Ekkor
{\displaystyle 0=ka=\underbrace {a+a+\cdots +a} _{uv{\text{ db}}}=\underbrace {\underbrace {a+a+\cdots +a} _{u{\text{ db}}}+\underbrace {a+a+\cdots +a} _{u{\text{ db}}}+\cdots +\underbrace {a+a+\cdots +a} _{u{\text{ db}}}} _{v{\text{ db}}}=\underbrace {ua+ua+\cdots +ua} _{v{\text{ db}}}=v(ua),}
tehát az ua ∈ R elem v-szerese 0. Két esetet különböztethetünk meg:
- Abban az esetben, ha ua = 0, akkor a zérusosztómentes gyűrűk esetén látott tulajdonság alapján ur = 0, bármely r ∈ R-re, tehát a karakterisztika definíciója alapján k = char(R) ≤ u. Ugyanakkor k = uv miatt u ≤ k, így tehát u = k és v = 1 – ez esetben a k = uv felbontás triviális.
- Ha ua ≠ 0, akkor az előző esethez hasonlóan R zérusosztómentessége miatt v(ua) = 0 alapján következik, hogy tetszőleges r ∈ R esetén vr = 0. Az előzőhöz hasonló megfontolásból k = char(R) ≤ v ≤ k, ahonnan v = k és u = 1, tehát a k = uv felbontás ismét triviális.

Ezzel kimutattuk, hogy k felbontása csakis triviális lehet, így char(R) = k ≥ 2 egy prímszám.
A testek (definíciójuk alapján) legalább kételemű, zérusosztómentes gyűrűk, ezért a testek karakterisztikája is mindig vagy prímszám, vagy 0.

## A karakterisztika mint additív rend
Egy {\displaystyle R=(U,+,\cdot ,0)} gyűrű karakterisztikája {\displaystyle \operatorname {char} (R)\not =0} esetén az {\displaystyle A=(U,+)} additív Abel-csoport nemnulla elemeinek rendjeiből számolt legkisebb közös többszörös, ugyanis tetszőleges a ∈ A és n ∈ ℕ+ esetén {\displaystyle na=0\Leftrightarrow \operatorname {ord} \left(a\right)\mid n}, tehát ha {\displaystyle \operatorname {char} (R)a=0,\forall a\in A}, akkor szükségképpen {\displaystyle \operatorname {ord} \left(a\right)\mid \operatorname {char} (R),\forall a\in A}. Ez alapján az A csoport minden elemének véges a rendje, továbbá létezik {\displaystyle \operatorname {lkkt} \{\operatorname {ord} (a)\mid a\in A\}} és {\displaystyle \operatorname {lkkt} \{\operatorname {ord} (a)\mid a\in A\}\mid \operatorname {char} (R)}, ahonnan {\displaystyle \operatorname {char} (R)} minimalitása miatt {\displaystyle \operatorname {char} (R)=\operatorname {lkkt} \{\operatorname {ord} (a)\mid a\in A\}}.
A fentieket figyelembe véve, {\displaystyle \operatorname {char} (R)\not =0} érvényesek a következők:
1. Ha n, m ∈ ℕ+, és a ∈ R, akkor {\displaystyle na=ma\Leftrightarrow n\equiv m{\pmod {\operatorname {char} (R)}}}, ugyanis {\displaystyle na=ma\Leftrightarrow \left\vert n-m\right\vert a=0\Leftrightarrow \left\vert n-m\right\vert \mid \operatorname {char} (R)}, ami átfogalmazható a moduláris aritmetika nyelvére.
2. Ha az R gyűrű véges, akkor {\displaystyle \operatorname {char} (R)\mid \left\vert R\right\vert }, vagyis a karakterisztika osztója a gyűrű rendjének, azaz az U tartóhalmaz elemszámának, hiszen Lagrange tételének egyik következménye szerint {\displaystyle \operatorname {ord} \left(a\right)\mid \left\vert A\right\vert ,\forall a\in A}, ahol {\displaystyle \left\vert A\right\vert =\left\vert U\right\vert =\left\vert R\right\vert }.
3. Prím elemszámú zéruslosztómentes gyűrű elemszáma maga a karakterisztika, vagyis ha {\displaystyle \left\vert R\right\vert } prímszám, akkor {\displaystyle \operatorname {char} (R)=\left\vert R\right\vert }, hiszen a karakterisztika ({\displaystyle \operatorname {char} (R)\not =0} miatt) egyrészt prímszám kell legyen, másrészt osztója a gyűrű elemszámának.

## Alkalmazások
Két nagyon fontos és gyakran használt alkalmazást említhetünk:
- A prímtest létezésének igazolása és a véges testek jellemzése elemszám szempontjából. (Véges test elemszáma mindig prímhatvány, mégpedig a karakterisztika hatványa; véges testnek mindig van egy minimális, prím elemszámú részteste, melynek elemszáma épp az eredeti test karakterisztikája – e test a prímtest.)
- Ha a gyűrűbeli elemeket a karakterisztikára mint hatványkitevőre emeljük, azáltal az ún. Frobenius-függvény értékeit számoljuk ki, amelyről belátható, hogy testekben homomorfizmus, azaz összeg- és szorzattartó. Utóbbi állításnak fontos szerepe van a véges testek feletti polinomok elméletében.